# Arimitsu Ryota
Ryota Arimitsu (sinh ngày 22 tháng 4 năm 1981) là một cầu thủ bóng đá người Nhật Bản.

## Sự nghiệp câu lạc bộ
Ryota Arimitsu đã từng chơi cho Avispa Fukuoka và V-Varen Nagasaki.